# Marty Nothstein
Marty Nothstein, all'anagrafe Martin Wayne Nothstein (Allentown, 10 febbraio 1971), è un politico, ex pistard e ciclista su strada statunitense. Da ciclista vinse una medaglia d'oro e una d'argento ai Giochi olimpici e tre titoli del mondo su pista. Dopo il ritiro dalle corse ha intrapreso l'attività politica nelle file del Partito Repubblicano.

## Carriera ciclistica
Nothstein inizia a pedalare nel 1987; specializzatosi nelle discipline veloci, fa il suo debutto internazionale nel 1989, ai Campionati mondiali su pista a Lione. Vince la sua prima medaglia mondiale nel 1993, quando fa suo l'argento nel keirin. Diventa bi-campione del mondo nel 1994, vincendo le gare della velocità e del keirin nella rassegna iridata di Palermo. Ottenne questi risultati mentre era ancora alle prese con un infortunio al tallone.
Nel 1995, pur con una frattura a una rotula, si aggiudica la medaglia di bronzo nella velocità a squadre ai campionati del mondo di Bogotà. L'anno dopo vince il titolo mondiale nel keirin, il secondo per lui, e la medaglia d'argento nella velocità ai Giochi olimpici di Atlanta, battuto dal tedesco Jens Fiedler. Quattro anni dopo, nel 2000 a Sydney, diventa il primo ciclista su pista statunitense dopo 16 anni a vincere una medaglia d'oro olimpica, conquistando la gara di velocità davanti al francese Florian Rousseau.
Nel marzo 2001 debutta da professionista su strada con il team Mercury-Viatel; dal 2002 al 2006 è invece tra le file del team Navigators. Si ritira dal ciclismo agonistico al termine della stagione 2006.

## Carriera politica
Dopo il ritiro dalle corse ha intrapreso l'attività politica nelle file del Partito Repubblicano. Nel maggio 2015 è stato eletto nel Board of Commissioners della contea di Lehigh, in Pennsylvania; nel 2018, candidatosi alla Camera dei rappresentanti per i distretti Pennsylvania 7 e Pennsylvania 15 (quest'ultimo dopo le dimissioni di Charlie Dent) nell'ambito delle votazioni per la formazione del 116º Congresso, non è stato eletto, battuto in entrambe le votazioni dalla democratica Susan Wild.